# Coccidiphaga virginalis
Coccidiphaga virginalis là một loài bướm đêm trong họ Noctuidae.